# Z cam
Z cam és un fabricant xinès de càmeres, la qual consta d'un subministrament de peces per part de l'empresa xinesa Huawei.
La seu central es troba a Shenzen, Xina. L'empresa va ser fundada per Jason Zhang, i el cofundador i enginyer en cap és Eric Chen.
L'empresa és propietat d'ImagineVision Technology Limited. Les càmeres de Z Cam estan dissenyades per l'empresa xinesa IDING (Chengdu) Innovation Technology Ltd., amb seu a Chengdu.
Les càmeres de la marca s'han utilitzat en les escenes perilloses de pel·lícules com Un dia per morir i Mission Impossible 7. Per a la pel·lícula The Land of Salt and Fire, es va fer ús d'una Z cam per gravar unes escenes a un dels llocs més calents del món, al desert de Danakil, Etiòpia. Per a la pel·lícula Meg 2: The Trench, diverses escenes aèries van ser gravades amb una Z CAM E2-F6.
A l'estació espacial internacional l'astronauta Nick Hague, va gravar amb una Z cam la sortida del sol. Viatjant a 17.500 milles per hora, l'estació espacial orbita la terra 16 vegades en 24 hores, de manera que cada 90 minuts, l'estació espacial experimenta una sortida del sol. El primer episodi de The ISS Experience, el qual es va estrenar en format mòbil de 360 graus, va ser gravat des de l'interior de l'EEI i es va usar una Z cam V1 Pro.
Z cam consta en el seu catàleg de llums LED per a vídeo, les quals s'anomenen Zolar.

## Història
El 2015, l'empresa va treure al mercat la Z CAM E1, la primera càmera de cinema de la marca, amb lents intercanviables, un sensor MFT i gravació 4K, la qual és la més petita del món. Poc després, a finals del 2016, Z CAM va desenvolupar i presentar la seva primera càmera VR professional, la Z CAM S1. Durant el 2017 i el 2018, van presentar una gamma completa de càmeres VR professionals, VR180 i VR360.
El 2018, la Z CAM E2 es va presentar com una càmera de cinema de baix cost, la qual tenia entre les seves capacitats, la gravació de vídeo 4K a 160fps i 10 bits. Un any més tard, va sortir la Z CAM E2C, un model més assequible. Després de l'èxit de la Z CAM E2, es van crear una sèrie de càmeres de cinema, la Z CAM E2-S6 (Super 35mm 6K), la Z CAM E2-F6 (Full Frame 6K) i la Z CAM E2-F8 (Full Frame 8K).
L'any 2020, va haver de lluitar per sobreviure a causa de la seva incapacitat d'aprovisionar-se adequadament de peces per a càmeres subministrades per Huawei. Z Cam també es va enfrontar a un altre problema, a causa de la guerra comercial entre els EUA i la Xina, es va restringint la capacitat de Z Cam a donar servei als productes dels seus clients i va fer que les garanties dels seus clients no tinguessin cap valor malgrat les obligacions del fabricant.
El 2021, es van presentar tres accessoris per a les càmeres de cinema de la marca, el Z CAM IPMAN S, un dispositiu de transmissió de vídeo 1080p sense fil i els Z CAM Ipman Gemini i Gemini Pro, el primer és un adaptador HDMI a USB-C el qual converteix un telèfon intel·ligent Android en un monitor per a la càmera i el segon és un convertidor dual HDMI a USB-C.
El 2023, l'empresa va anunciar la Z CAM E2-M5G, una càmera amb obturador global i capacitat de gravar 5K a 60p.